# Gustav Aschaffenburg

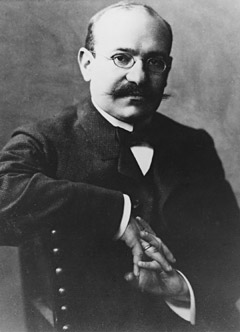
Gustav Aschaffenburg, ok. 1910

Gustav Aschaffenburg (ur. 23 maja 1866 w Zweibrücken, zm. 2 września 1944 w Baltimore) – niemiecki lekarz psychiatra.

## Życiorys
Syn Louisa Aschaffenburga i Julie z domu Feibes. Jego ojciec był kupcem i nauczycielem Talmudu. Gustav Aschaffenburg w 1890 roku ukończył studia medyczne na Uniwersytecie w Strasburgu. Następnie był asystentem Emila Kraepelina w klinice psychiatrycznej w Heidelbergu. Potem praktykował w Halle i w Kolonii. Prześladowany z powodów antysemickich w latach 30., emigrował do Stanów Zjednoczonych i pracował w Catholic University of America w Waszyngtonie oraz na Uniwersytecie Johnsa Hopkinsa w Baltimore.
Aschaffenburg był pionierem na polu psychiatrii sądowej i kryminologii. Uważał, że czynniki dziedziczne mają mniejszy wpływ na ludzi niż otoczenie, i uznawał zachowania kryminalne za rodzaj społecznego nieprzystosowania, a nie patologii umysłowej. W 1908 opublikował pracę Das Verbrechen und seine Bekämpfung, uznany podręcznik kryminologii. Opisał też tzw. objaw Aschaffenburga.
Jego uczniem był Kurt Schneider.
W 1901 roku ożenił się z Mają Nebel z Heidelbergu. Mieli jednego syna i trzy córki.

## Wybrane prace
- Degenerationspsychosen und dementia praecox bei kriminellen. „Zeitschrift für die gesamte Neurologie und Psychiatrie”. 14 (1), s. 83–96, 1913. DOI: 10.1007/BF02867879.
- Schizophrenie, schizoide veranlagung und das problem der zurechnungsfähigkeit. „Zeitschrift für die gesamte Neurologie und Psychiatrie”. 78 (1), s. 628–633, 1922. DOI: 10.1007/BF02867641.
- Das Verbrechen und seine Bekämpfung, Heidelberg, 1903 (2. Aufl. 1906, 3. Aufl. 1923)
- Die Sicherung der Gesellschaft gegen gemeingefährliche Geisteskranke: Ergebnisse einer im Auftrage der Holtzendorff-Stiftung gemachten Studienreise, Berlin, 1912
- Der psychologische Sachverständige. „Deutsche Zeitschrift für die gesamte gerichtliche Medizin”. 10 (1), s. 149–155, 1927. DOI: 10.1007/BF02672984.
- Die psychologische Ausbildung der Richter. „Archiv für Psychiatrie und Nervenkrankheiten”. 74 (1), s. 169–178, 1925. DOI: 10.1007/BF01814179.